# Lucie Favier
Pour les articles homonymes, voir Favier.
Lucie Favier, née Lucie Calisti le 4 août 1932 à Fès (Maroc) et morte le 1er mai 2003 à Créteil, est une historienne et archiviste française, épouse de l'historien Jean Favier.

## Biographie
Elle fait ses études à l'École nationale des chartes, obtenant le titre d'archiviste paléographe en 1956. Elle passe ensuite deux ans à Rome comme chercheur au CNRS. 
À son retour, elle est nommée aux Archives nationales, où elle fait l'essentiel de sa carrière de 1959 à 1988. D'abord conservateur au service de renseignements (1959-1984), elle est nommée secrétaire générale en 1984. À ce titre, elle pilote la construction du Centre d'accueil et de recherche des Archives nationales, connu sous le nom de CARAN. Elle contribue aussi à la rénovation du Musée de l'Histoire de France et à la restauration des bâtiments du quadrilatère affecté aux Archives nationales, ainsi qu'à l'informatisation de ses services. 
En 1988, elle est nommée inspecteur général des archives de France, poste qu'elle occupe pendant dix ans, jusqu'à son départ à la retraite.  
Ses recherches historiques portent sur la fin du Moyen Âge avec notamment une thèse sur Pierre Doriole, chancelier de Louis XI. Par la suite, elle s'est beaucoup intéressée à l'histoire des Archives nationales.

## Publications
- Un Chancelier de France sous le règne de Louis XI : Pierre Doriole, thèse pour le diplôme d'archiviste paléographe, 1956.
- Lucie et Jean Favier, Les Archives nationales, quinze siècles d'histoire, Paris, Nathan, 1988.
- Lucie Favier, préf. René Rémond, La Mémoire de l'État : histoire des Archives nationales, Paris, Fayard, 2004  (ISBN 2-213-61758-9) (ouvrage posthume achevé par Jean Favier)

## Distinctions
- Chevalier de la Légion d'honneur
- Commandeur de l'ordre national du Mérite
- Officier de l'ordre des Arts et des Lettres

### Sources
- Histoires d'archives : recueil d'articles offerts à Lucie Favier par ses collègues et amis, Paris, Société des amis des archives de France, 1997
- Michel Duchein, nécrologie dans Bibliothèque de l'École des chartes, t. 161, p. 772-775